# Heinäistenjärvi
Heinäistenjärvi är en sjö i kommunen Lojo i landskapet Nyland i Finland. Sjön ligger 94,7 meter över havet. Den är 8,73 meter djup. Arean är 60 hektar och strandlinjen är 4,47 kilometer lång. Sjön  ingår i Karisåns huvudavrinningsområde.   Den ligger omkring 69 km nordväst om Helsingfors. 